# Мана (Французская Гвиана)
Мана (фр. Mana) — коммуна во Французской Гвиане, заморском департаменте Франции, расположена в 240 километрах от столицы Кайенны. Основана в 1826 году.

## География
Коммуна расположена на западе Французской Гвианы в устье реки Мана. Она разделена пополам горным хребтом Монтань-де-ля-Трините (Горы Троицы). Наивысшая точка достигает 636 метров. Близ находится устье реки Марони.
На севере коммуна граничит с побережьем Атлантического океана, на востоке с коммунами Иракубо и Сен-Эли, на юге с коммуной Саюль, на западе с коммунами Авала-Ялимапо и Сен-Лоран-дю-Марони. В состав коммуны входит деревня Жавуэ, население которой преимущественно составляют хмонги, беженцы из Лаоса.

## История
В 1826 году блаженная Анна Мария Жавуэ, настоятельница Конгрегации Клюнийских Сестёр Святого Иосифа, известная сторонница движения за освобождение рабов-африканцев получила от правительства Франции разрешение на основание коммуны с населением из числа бывших рабов на территории современной Маны. На этом месте уже жили аборигены. Несмотря на нездоровый тропический климат и многочисленные трудности организационного и финансового характера, ей удалось заложить основание коммуны. Прежняя попытка государства основать в этих землях коммуну под названием Новый Ангулем потерпела неудачу. Название коммуна получила от названия реки, устье которой находится на её территории.
C XIX по начало XX века в Мане была построена и действовала тюрьма для женщин. Коммуна неоднократно предоставляла приют беженцам: в 1980-х годах хмонгам из Лаоса и Камбоджи, поселившимся в деревне Жавуэ; в 1990-х временно перемещенным лицам из соседнего Суринама.

## Население
На 2018 год численность населения коммуны составляла около 11 000 человек. По этническому составу это, прежде всего, креолы, далее мароны, кальина и гаитяне. Всего на территории коммуны проживает около 16 этнических групп.
| Год  | Численность | Численность |
| ---- | ----------- | ----------- |
| 1990 | 4945        | [ 4 ]       |
| 1999 | 5445        | [ 4 ]       |
| 2006 | 7837        | [ 4 ]       |
| 2011 | 9081        | [ 4 ]       |
| 2013 | 9593        |             |
| 2015 | 10 241      | [ 5 ]       |
| 2016 | 10 566      | [ 4 ]       |
| 2017 | 10 894      | [ 6 ]       |
| 2018 | 11 234      | [ 7 ]       |
| 2019 | 11 675      | [ 8 ]       |
| 2020 | 11 605      | [ 9 ]       |
| 2021 | 11 764      | [ 10 ]      |
| 2022 | 11 364      | [ 2 ]       |

## Экономика
Коммуна является крупнейшим производителем риса в заморском департаменте. Четыре компании по производству семян и риса осуществляют совместную деятельность на 6500 гектарах. Три из них расположены на правом берегу и одна на левом берегу реки Мана. Большая часть риса, выращенного во Французской Гвиане экспортируется в Европу.
Другой ветвью местной экономики, кроме сельского хозяйства, является туризм и экотуризм.

## Культура
Большое внимание в коммуне уделяется экологии и спорту. На её территории находятся два заповедника: национальный заповедник Амана и национальный заповедник Ля-Трините. В Мане есть стадион имени Ги Марьетта и действуют два футбольных клуба — «Мана» и «Мананез». Среди местных маронов, потомков рабов-африканцев бежавших от рабовладельцев в сельву, развиты национальные ремёсла. Статус исторического памятника присвоен главному храму Маны — церкви Святого Иосифа.